# Oscarshall
Denna artikel behandlar lustslottet Oscarshall i Oslo. För sommarhuset vid Munksjön i Jönköping, se Oscarshall, Jönköping
Oscarshall är ett lustslott på Bygdøy vid Oslo, uppfört för Oskar I av Johan Henrik Nebelong 1847–52 med medeltida och fornnordiska stildrag.
Det såldes 1863 av kung Karl XV till norska staten. Det har senare tillsammans med kungsgården Bygdøy disponerats av norska kungahuset. Oscarshall restaurerades 1911 och senare 2005–2009.
Arkitekturen är inspirerad av engelska nygotiska slott. Av interiören kan nämnas verk av konstnärerna Adolph Tidemand, Joachim Frich, Hans Michelsen, Christopher Borch och Hans Gude. Lustslottet är öppet för besökare under sommarsäsongen.